# Trophée Michel Brière
Die Trophée Michel Brière (engl. Michel Brière Memorial Trophy) ist eine Eishockey-Trophäe in der Québec Major Junior Hockey League. Sie wird seit 1973 jährlich an den wertvollsten Spieler der Liga (MVP) vergeben. Der Trophäengewinner nimmt seit 1975 zudem an der Wahl zum CHL Player of the Year teil.
Die Trophäe wurde nach Michel Brière benannt, der als Spieler in der QMJHL und der NHL spielte und an den Folgen eines Autounfalls starb.

## Gewinner
Erläuterungen: Farblich unterlegte Spieler haben im selben Jahr den CHL Player of the Year Award gewonnen.
| Jahr    | Spieler              | Team                                          |
| ------- | -------------------- | --------------------------------------------- |
| 2024/25 | Jonathan Fauchon     | Blainville-Boisbriand Armada Rimouski Océanic |
| 2023/24 | Mathieu Cataford     | Halifax Mooseheads                            |
| 2022/23 | Jordan Dumais        | Halifax Mooseheads                            |
| 2021/22 | William Dufour       | Saint John Sea Dogs                           |
| 2020/21 | Cédric Desruisseaux  | Charlottetown Islanders                       |
| 2019/20 | Alexis Lafrenière    | Rimouski Océanic                              |
| 2018/19 | Alexis Lafrenière    | Rimouski Océanic                              |
| 2017/18 | Alex Barré-Boulet    | Armada de Blainville-Boisbriand               |
| 2016/17 | Witali Abramow       | Gatineau Olympiques                           |
| 2015/16 | Francis Perron       | Rouyn-Noranda Huskies                         |
| 2014/15 | Conor Garland        | Moncton Wildcats                              |
| 2013/14 | Anthony Mantha       | Val-d’Or Foreurs                              |
| 2012/13 | Jonathan Drouin      | Halifax Mooseheads                            |
| 2011/12 | Yanni Gourde         | Victoriaville Tigres                          |
| 2010/11 | Sean Couturier       | Drummondville Voltigeurs                      |
| 2009/10 | Mike Hoffman         | Saint John Sea Dogs                           |
| 2008/09 | Nicola Riopel        | Moncton Wildcats                              |
| 2007/08 | Francis Paré         | Saguenéens de Chicoutimi                      |
| 2006/07 | Mathieu Perreault    | Acadie-Bathurst Titan                         |
| 2005/06 | Alexander Radulow    | Remparts de Québec                            |
| 2004/05 | Sidney Crosby        | Océanic de Rimouski                           |
| 2003/04 | Sidney Crosby        | Océanic de Rimouski                           |
| 2002/03 | Joël Perrault        | Drakkar de Baie-Comeau                        |
| 2001/02 | Pierre-Marc Bouchard | Saguenéens de Chicoutimi                      |
| 2000/01 | Simon Gamache        | Foreurs de Val-d’Or                           |
| 1999/00 | Brad Richards        | Océanic de Rimouski                           |
| 1998/99 | Mathieu Chouinard    | Cataractes de Shawinigan                      |
| 1997/98 | Ramzi Abid           | Saguenéens de Chicoutimi                      |
| 1996/97 | Daniel Corso         | Tigres de Victoriaville                       |
| 1995/96 | Christian Dubé       | Castors de Sherbrooke                         |
| 1994/95 | Frédéric Chartier    | Laval Titan Collège Français                  |
| 1993/94 | Emmanuel Fernandez   | Laval Titan Collège Français                  |
| 1992/93 | Jocelyn Thibault     | Castors de Sherbrooke                         |
| 1991/92 | Charles Poulin       | Laser de Saint-Hyacinthe                      |
| 1990/91 | Yanic Perreault      | Draveurs de Trois-Rivières                    |
| 1989/90 | Andrew McKim         | Olympiques de Hull                            |
| 1988/89 | Stéphane Morin       | Saguenéens de Chicoutimi                      |
| 1987/88 | Marc Saumier         | Olympiques de Hull                            |
| 1986/87 | Robert Desjardins    | Chevaliers de Longueuil                       |
| 1985/86 | Guy Rouleau          | Olympiques de Hull                            |
| 1984/85 | Daniel Berthiaume    | Saguenéens de Chicoutimi                      |
| 1983/84 | Mario Lemieux        | Voisins de Laval                              |
| 1982/83 | Pat LaFontaine       | Junior de Verdun                              |
| 1981/82 | John Chabot          | Castors de Sherbrooke                         |
| 1980/81 | Dale Hawerchuk       | Cornwall Royals                               |
| 1979/80 | Denis Savard         | Junior de Montréal                            |
| 1978/79 | Pierre Lacroix       | Draveurs de Trois-Rivières                    |
| 1977/78 | Kevin Reeves         | Junior de Montréal                            |
| 1976/77 | Lucien DeBlois       | Éperviers de Sorel                            |
| 1975/76 | Peter Marsh          | Castors de Sherbrooke                         |
| 1974/75 | Mario Viens          | Cornwall Royals                               |
| 1973/74 | Gary MacGregor       | Cornwall Royals                               |
| 1972/73 | André Savard         | Remparts de Québec                            |